# Stellifer chaoi
Stellifer chaoi is een straalvinnige vissensoort uit de familie van ombervissen (Sciaenidae). De wetenschappelijke naam van de soort is voor het eerst geldig gepubliceerd in 1983 door Aguilera, Solano & Valdez.